# W. G. 제발트

빈프리트 게오르크 제발트(보통 W. G. 제발트라고 표기. 1944년 5월 18일 독일 알고이 베르타흐 출생, 2001년 12월 14일 잉글랜드 노퍽에서 사망)는 독일의 작가이자 문예학자이다.

### 생애
W. G. 제발트는 독일 베르타흐에서 어머니 로자 제발트(결혼 전 이름 로자 에겔호퍼)와 아버지 게오르크 제발트의 세 자녀 중 둘째로 자라났다. 그에게는 누나 게르트루트(1941년생)와 여동생 베아테(1951년생)가 있다. 철도 노동자의 아들이던 제발트의 아버지는 바이에른 숲 출신이었고, 그는 철물공기술을 배워서 1929년 독일 국방군에 입대해 국방군 대위까지 진급했다. 1947년까지 그는 프랑스의 전쟁포로 생활을 했으며, 1950년대 중반부터 1971년까지는 연방군에서 (최종적으로는 육군 중령으로)복무했다. 제발트의 유년기에 가장 중요한 남성 보호자는 마을 경찰관이었던 외할아버지였다.
1954년부터 제발트는 먼저 임멘슈타트의 마리아 슈테른 레알김나지움을 다녔고, 1955년부터는 오버스트도르프의 오버레알슐레를 다녀 1963년에 졸업 시험 과정(Abitur)을 졸업했다. 그는 건강상의 이유로 군복무를 면제받았으며 1963년에 프라이부르크 알베르트 루트비히 대학에서 독문학과 영문학 전공 공부를 시작했다. 1965년에 그는 프리부르 대학으로 옮겨 1966년에 문학사(Licence ès lettres)를 취득하며 졸업했다. 같은 해에 그는 잉글랜드로 이주하여 그 이듬해에는 학창시절 막바지에 사귄 여자친구와 결혼했다. 1976년에 그는 딸과 아내를 데리고 빅토리아 시대의 목사관(The Old Rectory)으로 이사했다. 그는 거기서 덤불숲처럼 우거진 숲으로부터 넓게 펼쳐진 정원을 가꾸어 동영국풍의 화원을 만들었다.
1968년에 그는 카를 슈테른하임에 대한 석사논문을 제출했고, 곧이어 맨체스터 대학교에서 처음으로 강사로 일했다. 그는 일 년 동안 생 갈렌의 로젠베르크에 있는 사립 기숙학교에서 교편을 잡기도 했다. 1970년부터 그는 노리치의 이스트 앵글리아 대학교에서 강의를 했으며, 1973년에는 알프레드 되블린에 관한 논문으로 박사 학위를 취득했다. 1986년에 제발트는 함부르크 대학에서 '불행에 관한 묘사'라는 논문으로 교수 자격을 부여받았다. 1988년에는 이스트 앵글리아 대학의 근현대독일문학 교수가 되었다. 1996년부터 그는 독일 언어 및 문학 아카데미의 회원으로 활동했다.
제발트는 2001년 12월 14일에 자동차 사고로 인한 심장마비로 사망했다. 그의 묘역은 노퍽 노리치의 포링랜드 근교 세인트 앤드류스 교회묘지(노퍽 NR14, 프레이밍햄 얼)에 있다. 제발트는 생전에 그의 이름 '빈프리트'와 '게오르크'를 거부했다. 빈프리트는 그에게 있어 '틀림없는 나치식 이름'이었으며, 그는 가족들과 친구들이 자신을 '막스' 로 부르게 했다. 제발트는 작가 미하일 함부르거와 가까운 친분 관계였으며, 함부르거는 제발트의 몇몇 작업들을 영어로 번역하기도 했다.

### 문학적 특징
제발트의 문학 작업은 실질적으로 1980년대 말부터 시작되었다. 독일 사람들은 1990년대 중반에서야 처음으로 그를 주목했지만 그는 영국과 미국(수잔 손탁이 특히 그를 지지했다) 그리고 나중에는 프랑스에서도 큰 인기를 얻었다. 오늘날 제발트는 가장 많은 논의가 이루어지는 독일어권 저자 중 한 사람이다.
제발트의 많은 텍스트들은 특유의 멜랑콜리한 톤을 갖는다. 그의 텍스트들에서는 기억과 회상의 의미와 기능에 대한 질문이 중요한 의미를 갖는다. 제발트는 트라우마를 입은 사람들에게 몰두했는데, 제발트를 닮은 작중 화자와 같이 고향을 버리고 떠나 외국에서 새로운 방향을 찾으려는 이민자들이 그 사람들이다. 제발트에게 있어 독일과 유대인 사이의 문제적인 관계는 특히 중요했다. 청소년일 때부터 그는 전쟁 중 일어난 일들과 홀로코스트에 대한 아버지 세대의 침묵에 대해 분노했으며 나중에 그는 전쟁 중 연합군이 독일 도시들을 파괴한 것에 대한 문단과 사회의 침묵에 대해서도 비판했다.
에세이스트이자 비평가로서 제발트의 논쟁한 방식에 대해서는 논의의 여지가 있다. 제발트는 그가 1993년 알프레드 안더쉬가 제3제국 시기 동안 (비)도덕적으로 융화되었던 것에 대해 쓴 에세이를 통해 촉발시킨 논쟁에서 가차없는(그리고 비판받을 만큼이나 편협한)태도를 취한 바 있다. 제발트는 그의 마지막 순간까지도 영국에서의 국외독문학 그리고 앵글로색슨 지역에서의 독일어 문학 소개를 위해 헌신했다.

### 저술들
<현기증, 감정들(1990)>에서 제발트는 서로 밀접한 관련을 맺는 네 개의 여행 이야기들 안에 자신의 기억과 경험을 스탕달과 카프카의 멜랑콜리한 태도와 마주세운다.
<이민자들(1992)>은 부분적으로는 실제 문서들에 기반한, 네 사람의 삶에 대한 회고록을 담고 있다. 파울 베라이터라는 인물을 통해서 제발트는 존트호펜에 살던 시절 그의 초등학교 선생님을 묘사한다. 베라이터의 실제 역사적 모델인 아르민 뮐러는 나치 집권 시기 동안 유대인으로서 독일인 아이들을 가르치는 것을 금지당했다. 또 제발트는 가상의 종조부 암브로스 아델바르트라는 인물을 통해 제1차 세계 대전의 무서운 광경들에 시달려 정신착란으로 사망한 부유한 유대계 미국인을 위해 일하던 집사를 만들어낸다. 첫 번째 이야기에서 주인공의 친구로 나오는 요하네스 내겔리는 제발트의 할아버지의 모습들을 가지고 있다. 마지막 부분의 루이자 란츠베르크 이야기는 1891년에 태어난 테아 프랭크-G의 기억을 문학적인 형태로 형성한다.
<토성의 고리(1995)>는 여행기이다. 1인칭 화자는 멜랑콜리한 감정 상태로 잉글랜드 서퍽 구역을 도보 여행한다. 그러나 이 작품은 실제 여행을 다룬 여행기는 아니다.
<아우스터리츠(2001)>는 제발트의 걸작으로 여겨진다. 60세의 자크 아우스터리츠의 자신의 뿌리에 대한 추적이 기술된다. 이 작품에서는 H. G. 아들러와 그의 학술 연구 <테레지엔슈타트 1941-1945. 억압사회의 얼굴>이 언급된다. 이 작품은 제발트가 실제 자전적 자료를 점하고 사용한 태도와 방법에 대한 논쟁을 촉발했다. <아우스터리츠>는 2015년에 BBC가 선정한 2000년부터 2014년까지의 최고 소설 20선에 포함되며 여태까지 가장 의미있는 21세기의 문학작품 중 하나로 선정되었다.

### 국내에 출판된 제발트의 작품들

#### 소설
<토성의 고리> 이재영 역, 창작과비평사
<이민자들> 이재영 역, 창작과비평사
<아우스터리츠> 안미현 역, 을유문화사
<현기증.감정들> 배수아 역, 문학동네

#### 산문
<공중전과 문학> 이경진 역, 문학동네
<캄포 산토> 이경진 역, 문학동네
<자연을 따라. 기초시> 배수아 역, 문학동네
<기억의 유령: W. G. 제발트 인터뷰 & 에세이> 공진호 역, 아티초크 출판